# Haplochromis gracilior
"Torpedostripe Haplochromis" và "Haplochromis 'torpedo stripe'" redirect here. This can also mean Mylochromis/Sciaenochromis gracilis.
Torpedostripe Haplochromis (Haplochromis gracilior) là một loài cá thuộc họ Cichlidae.
Nó được tìm thấy ở the Cộng hòa Dân chủ Congo và Rwanda. Môi trường sống tự nhiên của chúng là hồ nước ngọt.